# Salacia ituriensis
Salacia ituriensis är en benvedsväxtart som beskrevs av Ludwig Eduard Theodor Loesener. Salacia ituriensis ingår i släktet Salacia och familjen Celastraceae. Inga underarter finns listade.